# 1 Pułk Piechoty Liniowej (Francja)
Banda Pikardyjska to najstarszy regiment w Europie. Utworzono go w 1479 lub 1480. Między 1560 a 1585 zwany Régiment de Picardie.
W roku 1780 nazwę zmieniono na Régiment Colonel-Général, a w 1791 na 1 Pułk Piechoty. Dziś jest to 1 Pułk Piechoty Liniowej.
Oddział ten brał udział w wielu ważnych bitwach, takich jak bitwa pod Rocroi (1643). W XVIII wieku żołnierze tego pułku walczyli min. San Pietro (1734) i Guastallą.
W 1756 roku pułk stacjonował w Dunkierce, w następnym stanowił część armii marszałka d’Estrée, a w 1758-1759 „Armii Hanoweru” (l’armée du Hanovre) dokonującej inwazji na Elektorat Hanoweru.

## Galeria

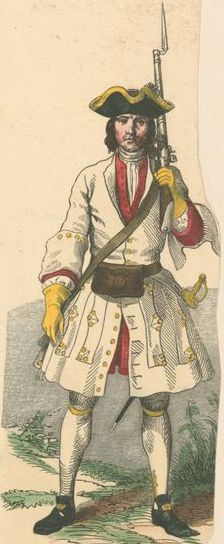
żołnierz Pułku Picardii w 1710 r.
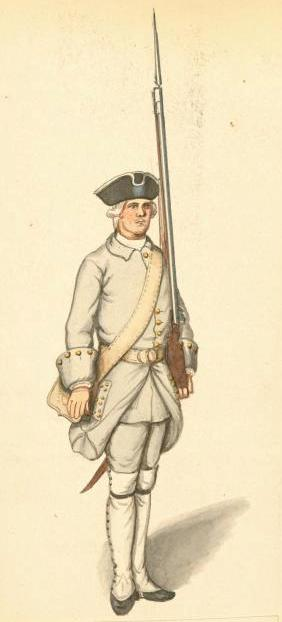
żołnierz Pułku Picardii w 1750 r.
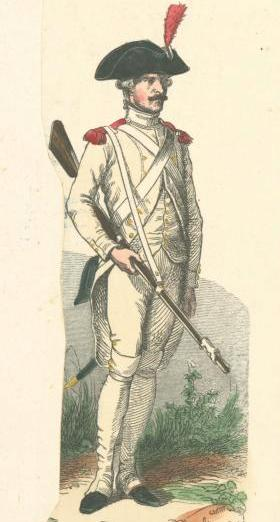
żołnierz Pułku Picardii w 1777 r.